# Coupe de la Ligue 2019-2020 (turni eliminatori)
I turni eliminatori della Coupe de la Ligue 2019-2020 si sono disputati tra il 26 luglio e il 30 ottobre 2019. Hanno partecipato a questa prima fase della competizione 29 club: 8 di essi si sono qualificati alla fase finale, composta da 16 squadre.

## Date
| Fase        | Turno            | Partita unica      |
| ----------- | ---------------- | ------------------ |
| Preliminari | Eliminatoria     | 26 luglio 2019     |
| Preliminari | Primo turno      | 13 agosto 2019     |
| Preliminari | Secondo turno    | 27 agosto 2019     |
| Preliminari | Terzo turno      | 29-30 ottobre 2019 |
| Fase Finale | Ottavi di finale | 18 dicembre 2019   |
| Fase Finale | Quarti di finale | 7 gennaio 2020     |
| Fase Finale | Semifinali       | 21 gennaio 2020    |
| Fase Finale | Finale           | 4 aprile 2020      |

## Squadre

### Ligue 1
- Amiens
- Angers
- Bordeaux
- Brest

- Digione
- Olympique Marsiglia
- Metz
- Monaco

- Montpellier
- Nantes
- Nîmes
- Nizza

- Stade Reims
- Tolosa

### Ligue 2
- Ajaccio
- Auxerre
- Caen
- Chambly

- Châteauroux
- Clermont Foot
- Grenoble
- Guingamp

- Le Havre
- Le Mans
- Lens
- Lorient

- Nancy
- Niort
- Orléans
- Paris FC

- Rodez
- Sochaux
- Troyes
- Valenciennes

### Championnat National
- Bourg-en-Bresse
- Gazélec Ajaccio
- Quevilly-Rouen

- Red Star
- Sochaux

## Eliminatoria

### Tabellino
| Arbitro: | Bartolomeu Varela |

|                    |           |  |
| Quentin Lacour 19’ | Marcatori |  |

### Risultato
| Squadra 1       | Risultato | Squadra 2      |
| --------------- | --------- | -------------- |
| 26 luglio 2019  |           |                |
| Bourg-en-Bresse | 1 - 0     | Quevilly-Rouen |

## Primo turno

### Tabellini
| Arbitro: | Perreau Niel |

|           |           |                             |
| Hamel 83’ | Marcatori | 42’ Moussiti-Oko 62’ Diarra |

| Arbitro: | Dos Santos |

|                                             |                      |                                        |
| N'Diaye 22’ (rig.)                          | Marcatori            | 6’ Dzabana                             |
| Grbić Donisa Mario González Gastien N'Simba | Tiri di rigore 4 – 3 | Abdelli Dzabana Fontaine Bazile Basque |

| Arbitro: | Angoula |

|                                             |                      |                                      |
| Semedo 43’                                  | Marcatori            | 77’ (rig.) Ouhafsa                   |
| Tinhan M'Changama Vandenabeele Djitté Elogo | Tiri di rigore 4 – 3 | Dieng Maanane Ouhafsa Poujol Ouammou |

| Arbitro: | Wattellier |

|                             |           |  |
| Beusnard 5’ (rig.) Kyei 89’ | Marcatori |  |

| Arbitro: | Petit |

|                                     |           |           |
| Abdeldjelil 56’ Pitroipa 77’ (rig.) | Marcatori | 56’ Lasme |

| Arbitro: | Landry |

|                                        |           |           |
| Konaté 45’ Koyalipou 83’ Léautey 90+1’ | Marcatori | 9’ Diarra |

| Arbitro: | Rainville |

|  |           |           |
|  | Marcatori | 64’ Gueye |

| Arbitro: | Dechepy |

|                                               |           |          |
| Laçi 10’ Tramoni 42’ Mendes 45+1’ Lejeune 81’ | Marcatori | 59’ Ntim |

| Arbitro: | Lissorgue |

|                                                         |                      |                                                                |
| Dugimont Bellugou Marcelin Bernard Touré Begraoui Coeff | Tiri di rigore 5 – 6 | Montiel El Hamzaoui Elissalt Fumu Tamuzo Ammour Testud Mostefa |

| Arbitro: | Batta |

|                                               |           |          |
| Sorbon 10’ (aut.) Perrin 42’ Benkaid 84’, 90’ | Marcatori | 79’ Roux |

| Arbitro: | Bouille |

|                                                       |                      |                                                    |
| Nabab 48’, 76’                                        | Marcatori            | 29’, 42’ Chahiri                                   |
| Lacour Romany Lemb Irep Sacko Nirlo Boujedra Perradin | Tiri di rigore 7 – 6 | Sao Goujon Chemlal Baradji Hamache Roye Arab Mendy |

| Arbitro: | Varela |

|             |           |                    |
| Kouyaté 10’ | Marcatori | 75’ Sene 84’ Banza |

### Risultati
| Squadra 1       | Risultato       | Squadra 2    |
| --------------- | --------------- | ------------ |
| 13 agosto 2019  |                 |              |
| Lorient         | 1 - 2           | Le Mans      |
| Clermont Foot   | 1 - 1 (4-3 dtr) | Le Havre     |
| Grenoble        | 1 - 1 (4-3 dtr) | Rodez        |
| Gazélec Ajaccio | 2 - 0           | Chambly      |
| Paris FC        | 2 - 1           | Sochaux      |
| Niort           | 3 - 1           | Châteauroux  |
| Caen            | 0 - 1           | Nancy        |
| Ajaccio         | 4 - 1           | Valenciennes |
| Auxerre         | 0 - 0 (5-6 dtr) | AS Béziers   |
| Orléans         | 4 - 1           | Guingamp     |
| Bourg-en-Bresse | 2 - 2 (7-6 dtr) | Red Star     |
| Troyes          | 1 - 2           | Lens         |

## Secondo turno

### Tabellini
| Arbitro: | Baert |

|             |           |  |
| Dembélé 68’ | Marcatori |  |

| Arbitro: | Petit |

|                                                                                          |                      |                                                                          |
| Moussiti-Oko 85’ Lemonnier 90’                                                           | Marcatori            | 7’, 53’ Scheidler                                                        |
| Créhin Lévêque Maziz Manzala Moussiti-Oko Lemonnier Boé-Kane Vardin Musavu-King Boissier | Tiri di rigore 8 – 7 | Thill Demoncy D'Arpino Benkaïd Perrin Luzayadio Mutombo Lopy Talal Thiam |

| Arbitro: | Palhies |

|                                                         |                      |                                                           |
| Kanté 89’ (aut.)                                        | Marcatori            | 75’ Sarr                                                  |
| Beusnard Piechocki Pollet Anziani Pierazzi Pineau Lebon | Tiri di rigore 5 – 6 | Mandouki Abdeldjelil Martin Abdi Nomenjanahary Saad Kanté |

| Arbitro: | Mokhtari |

|                                      |                      |                                       |
| Jacob Louiserre Bena Kemen Koyalipou | Tiri di rigore 5 – 4 | Tinhan M'Changama Monfray Ondaan Brun |

| Arbitro: | Dechepy |

|                                        |                      |                                                                        |
| Nabab 40’                              | Marcatori            | 90+2’ Morante                                                          |
| Khous Sacko Lemb Romany Nabab Perradin | Tiri di rigore 6 – 5 | Montiel El Hamzaoui Ammour Tacalfred Template:Koyalipou Testud Mostefa |

| Arbitro: | Lepaysant |

|                                          |                      |                                           |
| Sotoca 43’ Mesloub 61’ (rig.)            | Marcatori            | 12’ Rajot 48’ Mario González              |
| Boli Sotoca Mauricio Banza Gillet Traoré | Tiri di rigore 5 – 4 | Grbić Donisa Rajot N'Diaye N'Simba Magnin |

### Risultati
| Squadra 1       | Risultato       | Squadra 2     |
| --------------- | --------------- | ------------- |
| 27 agosto 2019  |                 |               |
| Nancy           | 1 - 0           | Ajaccio       |
| Le Mans         | 2 - 2 (8-7 dtr) | Orléans       |
| Gazélec Ajaccio | 1 - 1 (5-6 dtr) | Paris FC      |
| Niort           | 0 - 0 (5-4 dtr) | Grenoble      |
| Bourg-en-Bresse | 1 - 1 (6-5 dtr) | AS Béziers    |
| Lens            | 2 - 2 (5-4 dtr) | Clermont Foot |

## Terzo turno

### Tabellini
| Arbitro: | Schneider |

|                                                        |           |  |
| Sene 24’ (aut.) Sainte-Luce 39’ Stojanovski 87’ (rig.) | Marcatori |  |

| Arbitro: | Leonard |

|                           |           |  |
| Maja 8’ de Préville 90+4’ | Marcatori |  |

| Arbitro: | Millot |

|                                   |           |                                   |
| Créhin 1’ Lemonnier 13’ Kanté 16’ | Marcatori | 15’ (rig.) Cyprien 18’ Lees-Melou |

| Arbitro: | Stinat |

|                                                                 |           |  |
| Simon 22’, 35’, 43’ Youan 30’ Blas 36’, 63’ Louza 47’ Abeid 84’ | Marcatori |  |

| Arbitro: | Brisard |

|                                      |                      |                                            |
| Niane 23’                            | Marcatori            | 57’ Cardona                                |
| Niane Nguette N'Doram Traoré Boulaya | Tiri di rigore 3 – 4 | Cardona Diallo Chardonnet Court Battocchio |

| Arbitro: | Wattellier |

|                        |           |                  |
| Kutesa 14’ Doumbia 35’ | Marcatori | 74’ Ndicka Matam |

| Arbitro: | Ben El Hadj |

|                                   |           |                          |
| Mollet 14’ Delort 21’ Chotard 76’ | Marcatori | 59’ Gonçalves 89’ Lybohy |

| Arbitro: | Letexier |

|                                   |           |                       |
| Otero 47’ Cornette 49’ Blin 90+5’ | Marcatori | 44’ Bahoken 83’ Kanga |

| Arbitro: | Lesage |

|                          |           |                    |
| Augustin 25’ Aguilar 40’ | Marcatori | 77’ (aut.) Lecomte |

| Arbitro: | Batta |

|                    |           |                       |
| Sissoko 11’ (rig.) | Marcatori | 52’ Gradel 81’ Sanogo |

### Risultati
| Squadra 1       | Risultato       | Squadra 2           |
| --------------- | --------------- | ------------------- |
| 29 ottobre 2019 |                 |                     |
| Nîmes           | 3 - 0           | Lens                |
| Bordeaux        | 2 - 0           | Digione             |
| 30 ottobre 2019 |                 |                     |
| Le Mans         | 3 - 2           | Nizza               |
| Nantes          | 8 - 0           | Paris FC            |
| Metz            | 1 - 1 (3-4 dtr) | Brest               |
| Stade Reims     | 2 - 1           | Bourg-en-Bresse     |
| Montpellier     | 3 - 2           | Nancy               |
| Amiens          | 3 - 2           | Angers              |
| Monaco          | 2 - 1           | Olympique Marsiglia |
| Niort           | 1 - 2           | Tolosa              |